# Teodor Florian
Teodor Florian (ur. w 1899) – rumuński rugbysta, brązowy medalista Letnich Igrzysk Olimpijskich 1924 w Paryżu. 
Teodor Florian rozegrał 4 mecze w kadrze narodowej: 2 z Francją i 1 ze Stanami Zjednoczonymi i 1 z Niemcami. Wszystkie te mecze Rumuni przegrali.